# 武汉西站
武汉西站，亦称新汉阳站，是武汉铁路枢纽的一座规划中铁路车站，位于中国武汉市中法生态城附近。本站承担西向动车始发终到作业为主，兼顾部分南向动车始发终到作业，主要办理西安方向动车及部分宜昌、长沙、 九江、安庆方向动车始发终到作业，以及西安、宜昌---长沙、九江、安庆方向动车通过作业，兼顾部分城际动车作业。

## 邻近地区
- 武汉地铁11号线武汉西站（规划中）。